# Zákon o Britské Severní Americe

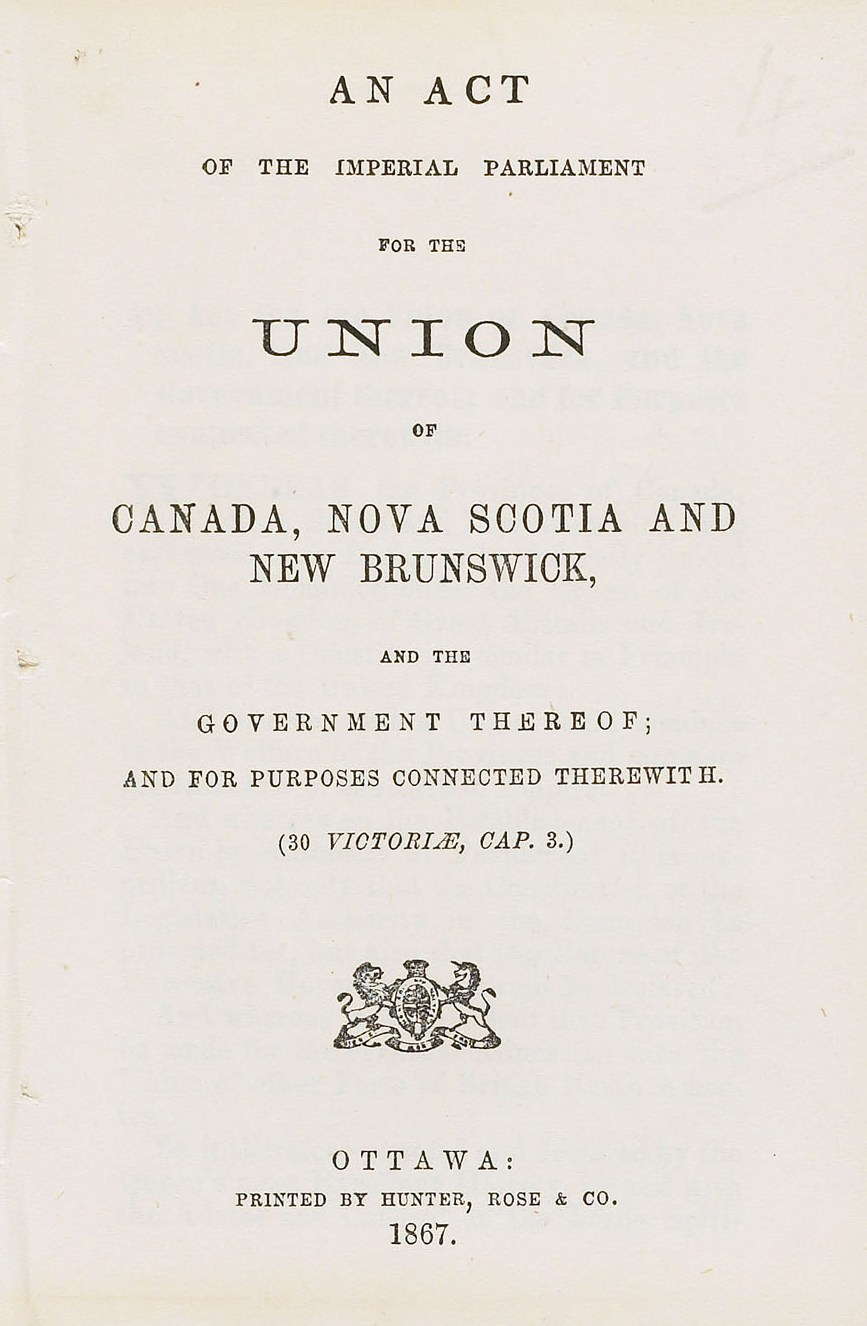
Titulní strana dokumentu

Zákon o Britské Severní Americe (anglicky British North America Act) je zákon, který upravoval vztah mezi Spojeným královstvím a Kanadou.

## Historie
Během britsko-americké války (1812–1815) se Spojené státy americké marně pokoušely anektovat Kanadu. Další snahy o začlenění Kanady do Spojených států se začaly objevovat po americké občanské válce (válce Severu proti Jihu). Tomu chtěli představitelé Spojeného království zabránit, a proto byli vůči snahám kanadských politiků o ustanovení místní samosprávy vstřícní.
Na jednání zástupců britských kolonií na území Severní Ameriky, jež se konalo roku 1864 v Québecu, přijali jednající zásady dokumentu. Výsledkem bylo sloučení provincií Quebec a Ontario s koloniemi Nový Brunšvik a Nové Skotsko. Vznikla tak konfederace Kanada, která získala statut dominia. Zákon na svém jednání přijal britský parlament a v platnost vstoupil 1. července 1867. Den si v Kanadě připomínají státním svátkem nazvaným Canada Day (Den Kanady). Prvním ministerským předsedou se stal královnou do šlechtického stavu čerstvě povýšený sir John Alexander Macdonald.

## Dokument
V textu dokumentu bylo uvedeno, že dominium, obdobně jako jeho jednotlivé provincie, získalo při řešení svých vnitřních záležitostech rozsáhlé zákonodárné a výkonné pravomoce. Pouze výkonnou mocí v oblasti styků se zahraničím a záležitostí obrany nedisponoval kanadský kabinet. Dokument také zrovnoprávňoval francouzštinu a angličtinu.